# پوریفیکاسیون (تولیما)
پوریفیکاسیون (تولیما) (به اسپانیایی: Purificación, Tolima) یک سکونتگاه مسکونی در کلمبیا است که در بخش تولیما واقع شده‌است.